# گاومیشک کوهستانی
گاومیشک کوهستانی یا گاومیشک کوهی (نام علمی: Bubalus quarlesi) که با نام گاومیشک کوارل نیز شناخته می‌شود، گونه‌ای از گاومیش بومی سولاوسی است. نزدیک‌ترین خویشاوند آن، گاومیشک جلگه‌ای است، و هنوز بحث بر سر این است که آیا این دو گونه یکی هستند یا خیر. همچنین مرتبط به گاومیش آبی است و هر دو در سردهٔ گاومیش‌های آسیایی طبقه‌بندی می‌شوند.

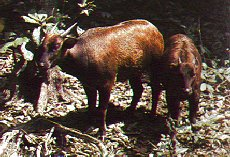
گاومیشک کوهستانی